# Blutroter Halsbock

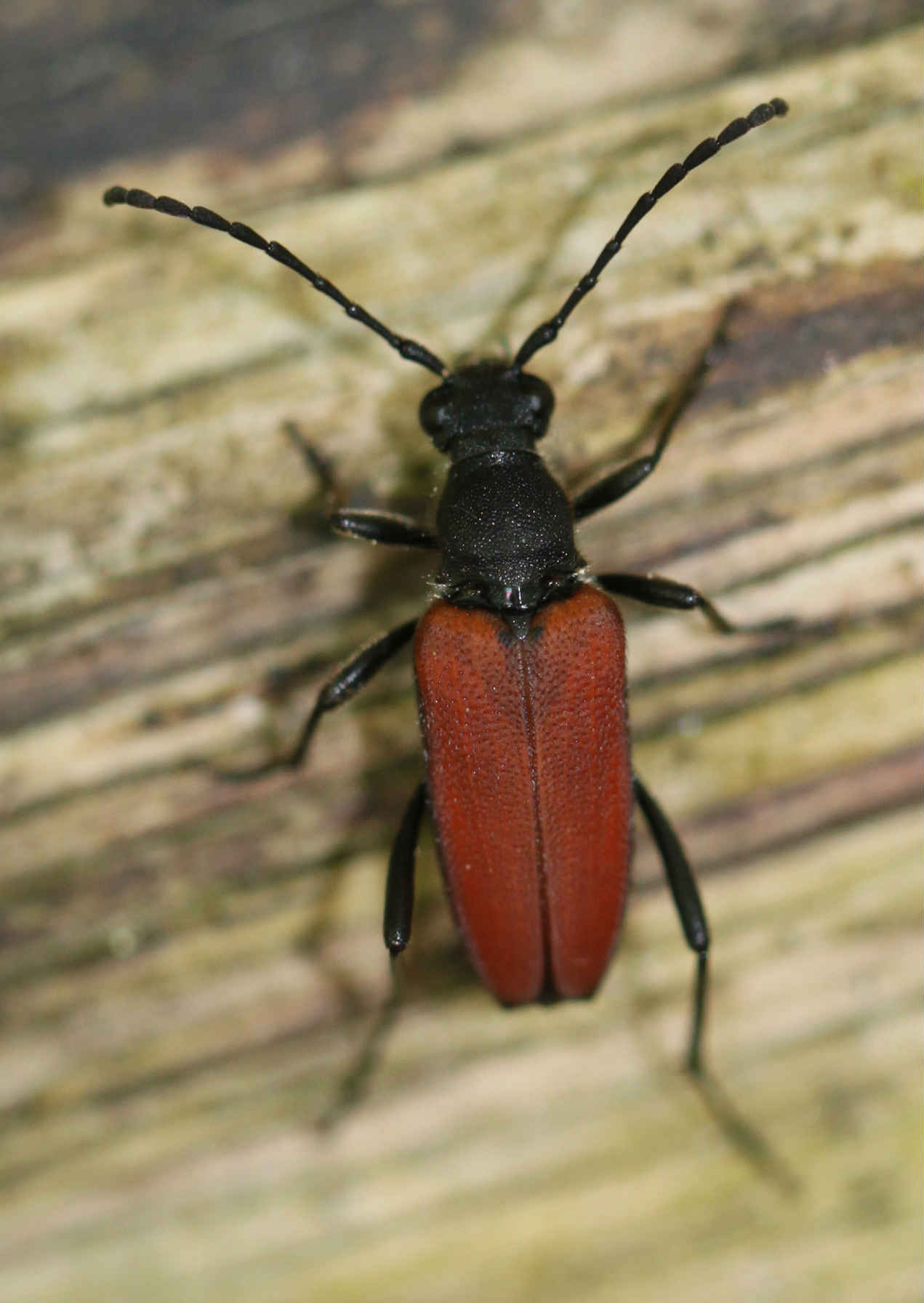
Weibchen

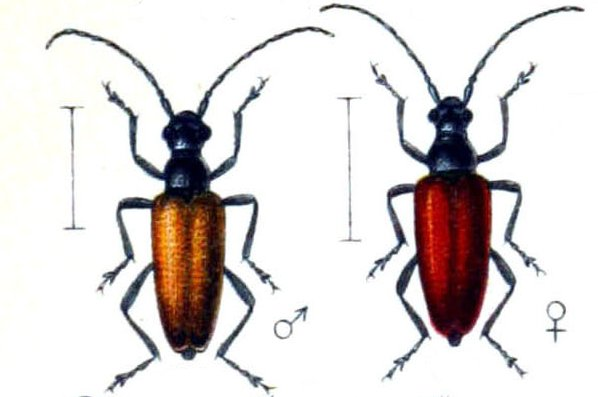
Männchen und Weibchen im Vergleich

Der Blutroter Halsbock (Anastrangalia sanguinolenta, Syn.: Leptura sanguinolenta) ist ein Käfer aus der Familie der Bockkäfer (Cerambycidae).

## Merkmale
Die Käfer sind 9 bis 11 Millimeter lang. Sie haben einen schwarzen Körper. Beim Männchen sind die Flügeldecken gelbbraun und glänzen schwach, beim Weibchen rot und matt. Sie haben eine schwarze Spitze am Ende. Der gelb behaarte Halsschild ist etwa so lang wie breit, besitzt einen deutlichen Eindruck an der Basis und hat keine Mittellinie. Die Flügeldecken sind fein punktiert und schwarz behaart.

### Ähnliche Arten
Bei den beiden ähnlichen Arten ist der Halsschild wesentlich länger als breit und besitzt eine deutliche Mittellinie. Die Flügeldeckennaht ist oft dunkler gefärbt.
- Schwarzgesaumter Schmalbock Anastrangalia dubia (Scopoli, 1763)[1]
- Anastrangalia reyi (Heyden, 1889)[2]

## Vorkommen
Sie kommen vor allem im Gebirge in Nadelwäldern, Nadelmischwäldern und auf Alm- und Bergwiesen vor. Ihre Verbreitung erstreckt sich über Europa, Kaukasus, Transkaukasien und Westsibirien bis zum Baikalsee. In Europa ist die Art bis in das nördliche Fennoskandien verbreitet; in England und Schottland werden die Käfer nur selten angetroffen.

## Lebensweise
Die Larven leben in abgestorbenen Nadelbäumen, vor allem in Fichten und Tannen, von deren Holz sie sich ernähren.